# Haris Silajdžić
Haris Silajdžić (*1. října 1945 Sarajevo, Demokratická federativní Jugoslávie) je bosenskohercegovský politik bosňáckého původu.

## Životopis
Jeho otcem byl Kamil-efendija Silajdžić (1916–1997) byl imám a učitel v Gazi Husrev-begově medrese.
V Sarajevu absolvoval Gazi Husrev-begovu medresu (1964). Poté se vydal na studia arabského jazyka a islámských věd do libyjského Bengází. Na Univerzitě v Prištině roku 1977 obhájil magisterskou práci Albánské národní hnutí v bosensko-hercegovském tisku (Albanski nacionalni pokret u bosansko-hercegovačkoj štampi) a nato roku 1979 i dizertaci.
Mezi lety 1974 a 1978 pobýval v Prištině, kde získal místo v Historickém ústavu Kosova a nato profesora arabského jazyka na místní filozofické fakultě. Později působil jako profesor historie na Filozofické fakultě Univerzity v Sarajevu, přičemž hostoval mj. na Harvardu.
Poprvé se do politiky dostal v období rané existence Bosny a Hercegoviny coby nezávislého státu v 1. polovině 90. let. Roku 1990 se stal členem volebního týmu Aliji Izetbegoviće a jeho Strany demokratické akce (SDA). V letech 1990–1993 zastával pozici ministra zahraničí Bosny a Hercegoviny, v letech 1993 až 1996 pak byl premiérem země ve velmi složité situaci, kdy většinu státního území okupovala Vojsko Republiky Srbské a Chorvatská arda obrany. Po Daytonské dohodě (1995) ho ve funkci premiéra v roce 1996 vystřídal Hasan Muratović.
Roku 1996 kvůli vnitrostranickým sporům vystoupil z SDA a založil si vlastní Stranu za Bosnu a Hercegovinu. Mezi lety 1997 a 2000 byl premiérem, resp. jedním ze tří rotujících ministerských předsedů Bosny a Hercegoviny. Roku 2000 se k moci v Bosně a Hercegovině dostaly reformní síly pod vedením sociální demokracie a Silajdžić se odstěhoval do Istanbulu, kde zůstal do roku 2006.
Ve volbách v říjnu 2006 byl Haris Silajdžić s 62,8% hlasů zvolen zástupcem Bosňáků v tříčlenném Předsednictvu Bosny a Hercegoviny (spolu se Srbem Nebojšou Radmanovićem a Chorvatem Željko Komšićem). Funkci vykonával do roku 2010.
Haris Silajdžić se třikrát oženil. Jeho první manželkou byla albánská politička Luljeta Vuniqi. Podruhé uzavřel sňatek s Majou Zvonić, s níž přivedl na svět syna Mirzu. Maja a Mirza nyní žijí v Istanbulu. Roku 2016 se oženil se zpěvačkou Selmou Muhedinović.

## Dílo
- Albanija i SAD kroz arhive Vašingtona (Vztahy Albánie a USA na základě washingtonských archivů, Sarajevo 1991)
- Albanski nacionalni pokret u bosanskohercegovačkoj štampi (Albánské národní hnutí v bosensko-hercegovském tisku, Sarajevo 1995)
- Za Bosnu i Hercegovinu: izbor iz dokumentacije dr. Harisa Silajdžića 1997./98. (Za Bosnu a Hercegovinu: výbor ze spisů dr. Harise Silajdžiće 1997/1998, ed. Gavrilo Grahovac, Sarajevo 1998)
- Na putu ka modernoj državi = On the road to the modern state (Na cestě k modernímu státu, Sarajevo 2000)
- Za Bosnu i Hercegovinu : izbor iz govora i izjava prof. dr. Harisa Silajdžića (Za Bosnu a Hercegovinu: výbor z projevů a prohlášení dr. Harise Silajdžiće, Zenica 2005)
- Sarječja (volně přeloženo jako Souznění, Sarajevo 2015), básnická sbírka